# هال ك. دوسن
هال ك. دوسن (بالإنجليزية: Hal K. Dawson) هو ممثل أمريكي، ولد في 17 أكتوبر 1896 بروكفيل في الولايات المتحدة، وتوفي في 17 فبراير 1987 بلوما ليندا في الولايات المتحدة.

## أعمال

### أفلام
- (1936) امرأة سيئة السمعة
- (1938) كنتاكي
- (1946) أجمل سنوات العمر
- (1954) قصة جلين ميلر
- (1958) الهتاف الأخير

## وصلات خارجية
- هال ك. دوسن على موقع IMDb (الإنجليزية)
- هال ك. دوسن على موقع ألو سيني (الفرنسية)
- هال ك. دوسن على موقع أول موفي (الإنجليزية)
- هال ك. دوسن على موقع قاعدة بيانات برودواي على الإنترنت (الإنجليزية)
- هال ك. دوسن على موقع قاعدة بيانات الأفلام السويدية (السويدية)
- هال ك. دوسن على موقع قاعدة بيانات الفيلم (الإنجليزية)
- هال ك. دوسن على موقع كينوبويسك (الروسية)